# Strabon
Strabon (griechisch Στράβων Strábōn, deutsch ‚der Schielende‘, lateinisch Strabo; * etwa 63 v. Chr. in Amaseia in Pontos; † nach 23 n. Chr.) war ein antiker griechischer Geschichtsschreiber und Geograph.

## Leben
Über Strabons Leben, das in den Übergang vom Hellenismus zur Kaiserzeit fiel, ist wenig bekannt. Seine Familie lebte in Amaseia, welches nach den Niederlagen des Mithridates VI. zuerst gegen Lucullus und später Pompeius (und dem anschließenden Selbstmord des Mithridates) als Hauptstadt der als Provinz Bithynia et Pontus neu in das römische Reich eingegliederten Gebiete in Kleinasien bestimmt worden war.
Strabon selbst berichtet, er habe bei einem gewissen Aristodemos, Privatlehrer der Kinder eines Römers namens Pompeius, in Karien studiert. Danach ging er als 18-jähriger (also etwa 45 v. Chr.) nach Rom und setzte seine Studien unter dem Geographen Tyrannion fort. 25 oder 24 v. Chr. bereiste er Ägypten im Gefolge des neuen römischen Präfekten Aelius Gallus und unternahm mit diesem gemeinsam eine Nilfahrt.
Nach zahlreichen weiteren Reisen kehrte er nach Amaseia zurück, wo er die umfangreichen Geschichtlichen Anmerkungen verfasste (Ἱστορικὰ Ὑπομνήματα Historiká Hypomnếmata, 43 Bücher), die als Fortsetzung des Werkes des Polybios gedacht waren und uns nur in wenigen Bruchstücken erhalten sind. Danach verfasste er eine als ergänzend zum Geschichtswerk konzipierte 17-bändige Geographie (im Deutschen gemäß ihrem griechischen Titel τὰ Γεωγραφικά tá Geôgraphiká auch als Geographika bezeichnet), die bis auf einige fehlende Teile des Buches VII vollständig überliefert ist. Sein Ziel war es dabei erklärtermaßen, ein für einen möglichst weiten, gebildeten Leserkreis leicht verständliches und angenehm lesbares, nichtsdestoweniger aber informatives Werk zu schaffen, das geographische, ethnographische und historische Angaben bieten sollte.

## DieGeographie(Geographika,Geographiae libri XVII)

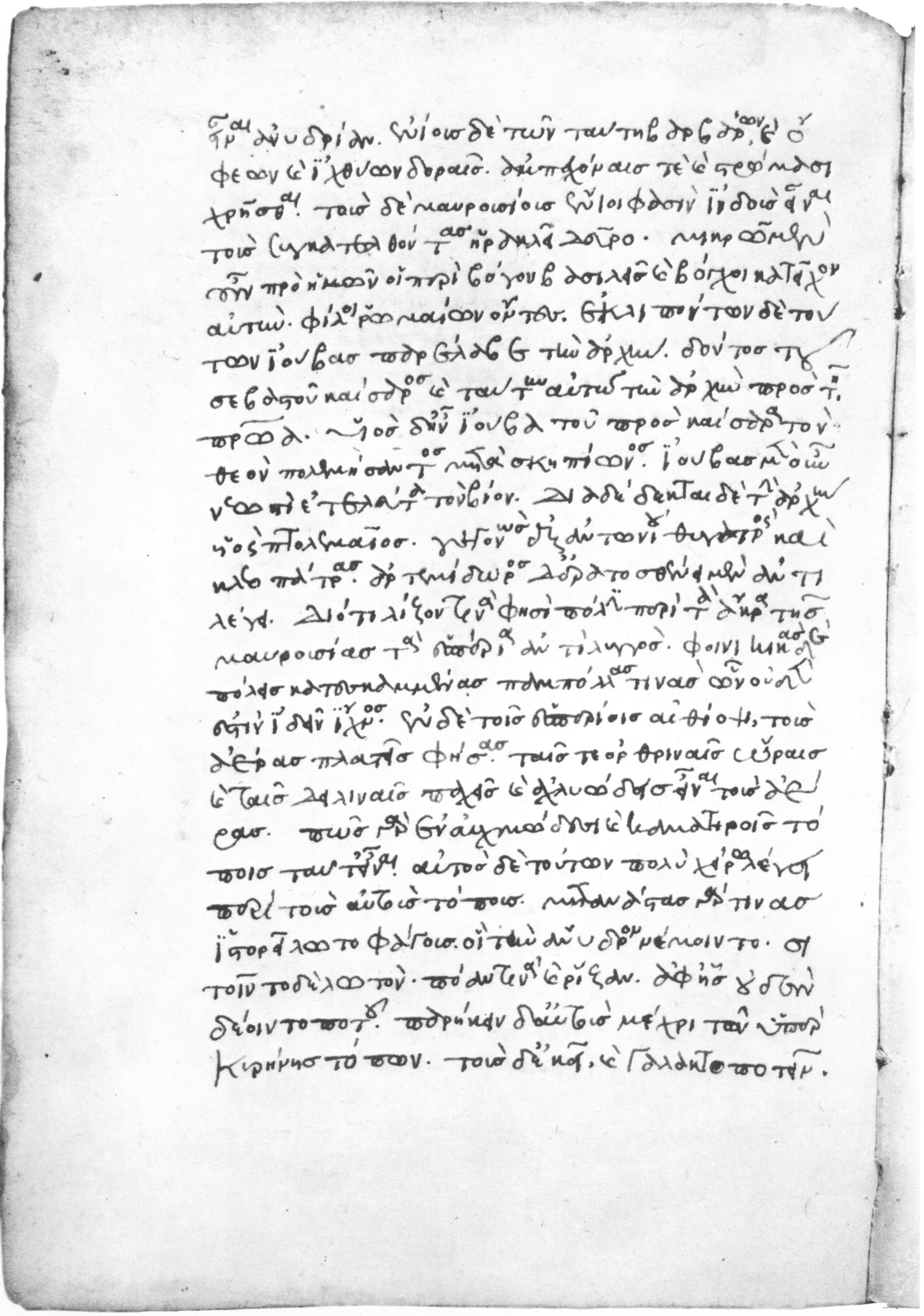
Die Geographie in der 1321 geschriebenen Handschrift Venedig, Biblioteca Marciana, Gr. XI,6, fol. 244v

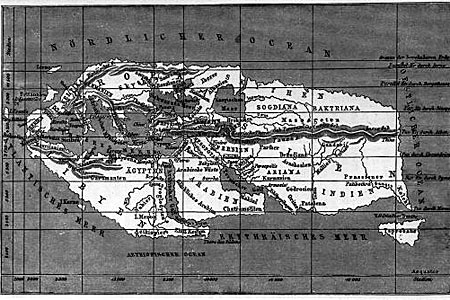
Weltkarte Strabons

- Bücher I und II: Lange Einleitung, in der Strabon zu beweisen versucht, dass Eratosthenes in seiner Geographie irre, wenn er die Zuverlässigkeit der geographischen Informationen bei Homer negiere.
- Bücher III bis X: Europa, vor allem Griechenland (Bücher VIII bis X).
- Bücher XI bis XIV: Kleinasien.
- Bücher XV bis XVI: „Orient“.
- Buch XVII: Africa (Ägypten und Libyen).

Strabon vertritt in diesem seinem Werk die Ansicht, dass der Reichtum Griechenlands zumindest teilweise auf seine günstige maritime Lage zurückzuführen sei. Er skizziert eine Korrelation zwischen dem zivilisatorischen Fortschritt einer Gesellschaft und ihrem Zugang zum Meer. Die geographische Situation allein reiche aber nicht zur Erklärung der historischen Größe eines Volkes. So basiere die griechische Zivilisation auf dem Interesse der Hellenen an Kunst und Politik.
Da er für sein Werk auch verschiedene frühere Texte (teils aus mehreren Jahrhunderten) verwendet und eingehende Kenntnisse über die römischen Rechtssysteme in verschiedenen Städten und Gebieten besitzt, gilt Strabon auch als wertvolle Quelle hinsichtlich des Beginns und Verlaufs der allmählichen Romanisierung Galliens und der Iberischen Halbinsel. So berichtet er vor allem in den Büchern III und IV von der im Gefolge der Akkulturation einzelner Gesellschaftsschichten erfolgten Herausbildung einer neuen Lebenskultur in diesen Gebieten. In Buch VIII geht Strabon zudem ebenfalls auf die geographische Lage sowie Vergangenheit des antiken Messeniens ein. Darüber hinaus gelten die Geographika auch als bedeutende Quelle für die Geschichte Griechenlands im späten Hellenismus.
Strabon beschreibt auch die sieben Weltwunder der Antike sowie Babylon.

## Wirkung

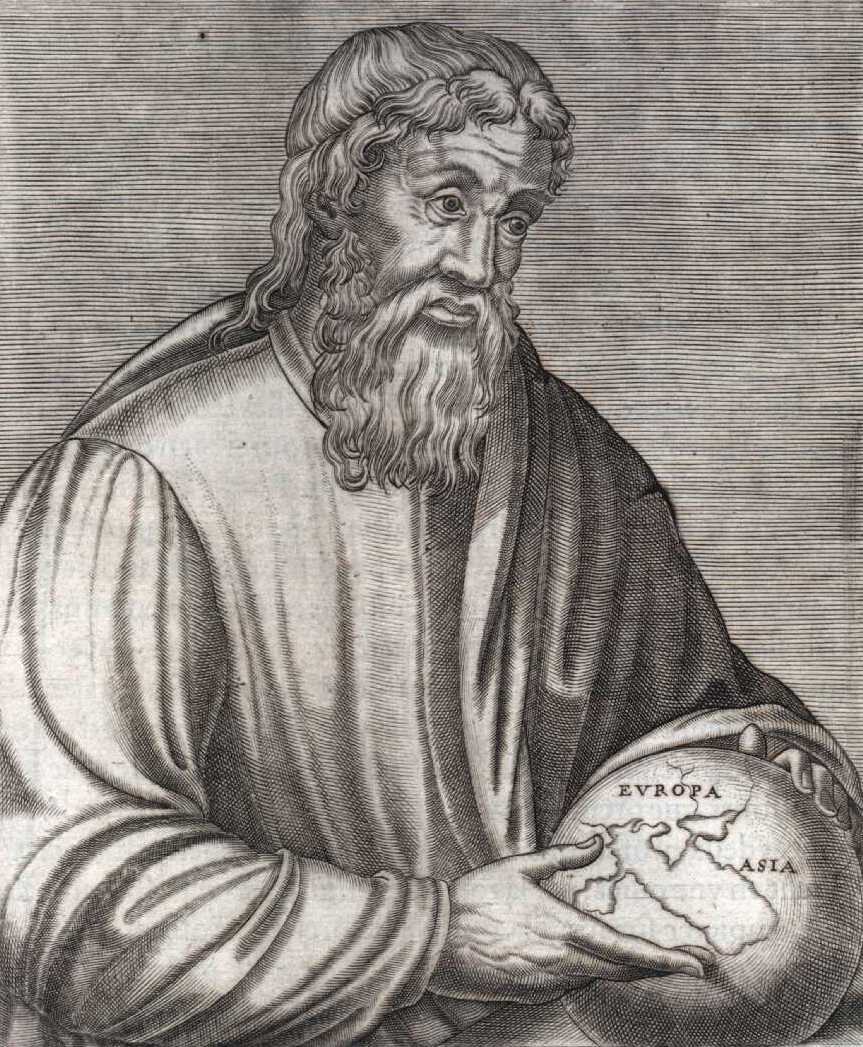
Phantasieporträt Strabons von André Thevet in Les vrais pourtraits et vies des hommes, Paris 1584

In der römischen Kaiserzeit bleibt das Werk Strabons offenbar insgesamt relativ unbekannt. Er wird erst ab dem 5. Jahrhundert wiederentdeckt und verstärkt zitiert. Ab etwa diesem Zeitpunkt entwickelt sich Strabon dann allerdings im europäischen Geistesleben geradezu zum Prototyp des Geographen. Im 15. Jahrhundert übersetzt der italienische Gelehrte Guarino da Verona das gesamte erhaltene Werk Strabons, was zur sich verstärkenden Bedeutung Strabons beiträgt, später entdecken Forscher wie Ulrich von Wilamowitz-Moellendorff ihre Vorliebe auch für die literarischen Qualitäten des Werkes. Von Strabon wurde damals gesagt, dass er manche Orte, die er nicht bereist habe, besser beschreibe als Pausanias, der selbst dort gewesen sei.
Strabon hat mit seiner Geographie eines der historisch bedeutsamsten Werke verfasst, die aus den Jahren um die Zeitenwende erhalten geblieben sind. Durch seine Reisen in viele der vom damaligen Römischen Reich beherrschten Länder und Gebiete liefert er heutigen Historikern wertvolle Informationen über Orte, Menschen und Kulturen seiner Zeit. Als vornehmer Grieche mit Studium in Rom hat er dabei nach eigener Aussage die wichtigsten in seiner Zeit zugänglichen Bücher und zahlreiche Berichte von Zeitgenossen verarbeitet (unter anderem Demetrios von Kallatis und Theophanes von Mytilene, wie die erhaltenen Fragmente aus dessen Geschichtswerk nahelegen). Er betonte dabei verschiedentlich, dass die Informationen teilweise subjektiv, veraltet oder gar erfunden sein könnten, und bemühte sich, Zweifel auszuräumen sowie Dinge zu kennzeichnen, die ihm widersprüchlich erschienen. Nicht zuletzt diese kritische, eher für die antike Historiographie kennzeichnende Haltung ist es, die sein Werk als Quelle bedeutsam macht.
Eine erste lateinische Übersetzung der Geographie erschien etwa 1469, die editio princeps des griechischen Textes 1516 in Venedig. Die kritische Ausgabe von Isaac Casaubon, deren Seitenzählung heute noch bei Verweisen verwendet wird, erschien 1587.
Nach den großen kritischen Ausgaben von Gustav Kramer (1844–1852) und August Meineke (1852–1853) hat Stefan Radt (1927–2017) eine auf zehn Bände angelegte Ausgabe Strabons vorgelegt. Diese Edition bietet einen neuen Text samt umfangreichem Testimonien- und kritischem Apparat, dazu eine Übertragung (Bände 1–4) und einen textkritisch-philologisch ausgerichteten Kommentar (in den Bänden 5–8), ferner eine Edition der mittelalterlichen Strabon-Epitome und Chrestomathie (Band 9) und ein Register (Band 10).
Nach ihm sind der Mondkrater Strabo und der Asteroid (4876) Strabo benannt.

## Ausgaben und Übersetzungen
- Stefan Radt (Hrsg.): Strabons Geographika. 10 Bände. Vandenhoeck & Ruprecht, Göttingen (maßgebliche Ausgabe mit Übersetzung)
  - Bd. 1: Prolegomena. Buch I–IV: Text und Übersetzung. 2002, ISBN 978-3-525-25950-4 (Digitalisat).
  - Bd. 2: Buch V–VIII: Text und Übersetzung. 2003, ISBN 978-3-525-25951-1 (Digitalisat).
  - Bd. 3: Buch IX–XIII: Text und Übersetzung. 2004, ISBN 978-3-525-25952-8.
  - Bd. 4: Buch XIV–XVII: Text und Übersetzung. 2005, ISBN 978-3-525-25953-5.
  - Bd. 5: Abgekürzt zitierte Literatur, Buch I–IV: Kommentar. 2006, ISBN 978-3-525-25954-2.
  - Bd. 6: Buch V–VIII: Kommentar. 2007, ISBN 978-3-525-25955-9 (Digitalisat).
  - Bd. 7: Buch IX–XIII: Kommentar. 2008, ISBN 978-3-525-25956-6 (Digitalisat).
  - Bd. 8: Buch XIV–XVII: Kommentar. 2009, ISBN 978-3-525-25957-3 (Digitalisat).
  - Bd. 9: Epitome und Chrestomathie. 2010, ISBN 978-3-525-25958-0 (Digitalisat).
  - Bd. 10: Register. 2011, ISBN 978-3-525-25959-7.
- Germaine Aujac u. a. (Hrsg.): Strabon: Géographie. Les Belles Lettres, Paris 1966 ff. (kritische Edition mit französischer Übersetzung).
  - Bd. 1/1: Introduction générale. Livre I. 1969.
  - Bd. 1/2: Livre II. 1969.
  - Bd. 2: Livres III et IV. 1966.
  - Bd. 3: Livres V et VI. 1967.
  - Bd. 4: Livre VII. 1989, ISBN 2-251-00314-2.
  - Bd. 5: Livre VIII. 1978.
  - Bd. 6: Livre IX. 1996, ISBN 2-251-00450-5.
  - Bd. 7: Livre X. 1971.
  - Bd. 8: Livre XI. 1975.
  - Bd. 9: Livre XII. 1981, ISBN 2-251-00319-3.
  - Bd. 15: Livre XVII, 2e partie, 2014, ISBN 978-2-251-00588-1.
- Francesco Sbordone, Silvio M. Medaglia (Hrsg.): Strabonis Geographica. Istituto Poligrafico, Rom 1963 ff. (kritische Ausgabe).
  - Bd. 1: Libri I–II. 1963.
  - Bd. 2: Libri III–VI. 1970.
  - Bd. 3: Libri VII–IX. 2000, ISBN 88-240-3621-X.
- Horace Leonard Jones (Hrsg.): The Geography of Strabo. (= The Loeb Classical Library). 8 Bände. Heinemann, London 1917–1932 (griechischer Text und englische Übersetzung).
- Duane W. Roller (Hrsg.): The Geography of Strabo. Cambridge University Press, Cambridge 2014 (aktuelle englische Übersetzung).